# Ruth Smeeth
Ruth Lauren Smeeth (de soltera Anderson; nacida el 29 de junio de 1979) es una expolítica del Partido Laborista británico que fue miembro del Parlamento (MP) de Stoke-on-Trent North desde 2015 hasta 2019.

## Primeros años
Smeeth nació en Edimburgo, Escocia. Su madre es del este de Londres y su padre es un sindicalista escocés. Su familia materna es judía y llegó a Londres durante la década de 1890 después de haber escapado de los pogromos rusos. Sin embargo, no tuvo contacto con su padre después de que sus padres se divorciaron cuando ella tenía tres años.
Smeeth asistió a la escuela y enseñó en una escuela judía en Bristol, donde su madre fue luego secretaria general adjunta de Amicus, y en sus primeros años viajó por todo el Reino Unido debido al trabajo de su madre.
Smeeth se graduó en Política y Relaciones Internacionales de la Universidad de Birmingham en 2000. Trabajó como responsable de políticas e investigación para un sindicato antes de trabajar en relaciones públicas desde enero de 2004 hasta septiembre de 2005 en Sodexo.  Luego se convirtió en directora de asuntos públicos y campañas en el Centro de Investigación y Comunicaciones de Israel de Gran Bretaña (BICOM) en noviembre de 2005, y se fue a principios de 2007 para trabajar en relaciones públicas para Nestlé.
De 2010 a 2015, fue subdirectora de la organización antirracista Hope not Hate. También ha sido empleada por Fideicomiso de seguridad comunitaria y ha trabajado para la Junta de Diputados de Judíos Británicos.

## Carrera parlamentaria
Smeeth fue seleccionado como candidato del Partido Laborista para la circunscripción de Burton en las elecciones generales de 2010, terminando 6.304 votos detrás de Andrew Griffiths del Partido Conservador. Luego fue seleccionada de una lista de mujeres para ser candidata del Partido Laborista para Stoke-on-Trent North, luego de la jubilación de la diputada laborista titular Joan Walley, y posteriormente fue elegida en las elecciones generales de 2015.
Smeeth respaldó a Yvette Cooper en las elecciones de liderazgo laboral de 2015.
En octubre de 2015, se dio a Smeeth un debate de aplazamiento sobre el hambre en las fiestas.
En junio de 2016, Smeeth renunció a su puesto como Secretaria Privada Parlamentaria (PPS) a los equipos en la sombra de Irlanda del Norte y Escocia, junto con otros, en protesta por el liderazgo de Jeremy Corbyn. Apoyó a Owen Smith en el fallido intento de reemplazarlo en las elecciones de liderazgo del Partido Laborista (Reino Unido) de 2016.
En junio de 2016, Smeeth hizo campaña para que el Reino Unido permaneciera en la Unión Europea. Su circunscripción votó a favor del Brexit en un 72,1%. En noviembre de 2016, Smeeth dijo: "Votaré para que pasemos al Artículo 50. El público en general, especialmente en Stoke-on-Trent, envió un mensaje muy claro con algunas partes de mi circunscripción votando 80/20 para irse. Toda mi prioridad y enfoque es cómo podemos hacer que funcione ".
En junio de 2016, en el lanzamiento del Informe Chakrabarti Report, Marc Wadsworth, un activista del Partido Laborista, describió a Smeeth trabajando "mano a mano" con Kate McCann de The Daily Telegraph, después de que McCann le pasara a Smeeth su comunicado de prensa. Más tarde, Smeeth emitió una declaración de que Wadsworth estaba usando "insultos antisemitas tradicionales para atacarme por ser parte de una 'conspiración de los medios'" y criticó la falta de respuesta de Corbyn o su oficina, pidiéndole que renunciara. Sin embargo, el incidente fue grabado en video y Wadsworth no mencionó una "conspiración mediática" general, ni nada sobre los judíos  Wadsworth dijo que no sabía que Smeeth era judío y que "nunca me han llamado antisemita en mi vida ... El pueblo judío tiene un aliado en mí". Smeeth dijo que recibió 25,000 piezas de abuso durante julio y agosto, incluidas 20,000 en el período de 12 horas inmediatamente posterior al incidente.  Sin embargo, el grupo Voz judía por el trabajo refutó esto comparando la afirmación de Smeeth con un estudio del Fideicomiso de servicio comunitario que monitorear el contenido de los medios de comunicación antisemitas y abusivos. El estudio encontró que durante todo un año (que abarca el período de 12 horas de la afirmación de Smeeth de 20,000 casos) solo 9,008 tuits originales sobre judíos se clasificaron como antagónicos. Otros estudios que investigan a los parlamentarios más abusados en Twitter descubrió que Smeeth no fue mencionada ya que no excedió el umbral de abuso para ser clasificada. En julio de 2020, Wadsworth se refirió a Smeeth como una "fanática del gobierno pro-israelí".
La policía reforzó su seguridad después de que recibió una amenaza de muerte. En abril de 2018, Smeeth estuvo acompañado por alrededor de 40 parlamentarios laboristas y compañeros en una audiencia laborista sobre la conducta de Wadsworth. Wadsworth fue expulsado por desacreditar al Partido.
Conservó su escaño en las elecciones generales de 2017 con una mayoría muy reducida.
En marzo de 2019, Smeeth renunció como PPS a Tom Watson, líder adjunto del Partido Laborista para votar en contra de un segundo referéndum sobre el Brexit, ya que el Partido Laborista había ordenado a sus parlamentarios que se abstuvieran.
En abril de 2019, Smeeth fue elegido presidente parlamentario del Movimiento Laborista Judío. Es miembro de Amigas laborales de Israel.
En las elecciones generales de diciembre de 2019, Smeeth perdió su escaño ante el conservador Jonathan Gullis, quien anuló su mayoría de 2.359, o el cinco por ciento, a una mayoría del 15% o 6.286 de la suya.
Smeeth respaldó a Ian Murray en las elecciones de liderazgo adjunto del Partido Laborista de 2020.

## Vida personal
Smeeth estaba casada con Michael Smeeth, un ejecutivo de negocios. Se describe a sí misma como "culturalmente judía". Desde 2015, ha sido miembro de la junta de Hope not Hate.
En junio de 2020, se convirtió en directora ejecutiva de Index on Censorship, una organización que hace campaña por la libertad de expresión.